# La duda (película de 1972)
La duda es una película española dirigida por Rafael Gil en 1972. Fernando Rey obtuvo la Concha de Plata al mejor actor en el Festival de San Sebastián por su papel en esta película. El guion, de Rafael J. Salvia, está basado en la novela El abuelo, de Benito Pérez Galdós.

## Sinopsis
Adaptación cinematográfica de "El abuelo", una novela de Pérez Galdós que ya había sido llevada al cine por José Busch en 1925. En 1998, José Luis Garci hizo una nueva versión . El señor Rodrigo (Fernando Rey), un noble que ha emigrado a América, vuelve a España al saber de la muerte de su hijo. Cuando llega conoce a sus dos nietas, una de las cuales sabe que es fruto de un adulterio de su nuera.

## Reparto
- Fernando Rey: Don Rodrigo - Conde de Albrit
- Analía Gadé: Lucrecia - Condesa de Lain
- José Ángel Espinosa 'Ferrusquilla': 	Don Pío
- Ángel del Pozo: Ricardo
- Rafael Alonso: Senén Corchado
- José María Seoane: Venancio
- Cándida Losada: Gregoria
- Mabel Karr: Vicenta
- José Franco: Cura
- Gabriel Llopart: Doctor Angulo
- Pilar Bardem: María

## Premios
Festival Internacional de Cine de San Sebastián
| Año  | Categoría                      | Profesional  | Resultado |
| ---- | ------------------------------ | ------------ | --------- |
| 1972 | Concha de Plata al mejor actor | Fernando Rey | Ganador   |